# Campeonato Cearense 1992
In 1992 werd het 78ste Campeonato Cearense gespeeld voor clubs uit Braziliaanse staat Ceará. De competitie werd georganiseerd door de FCF en werd gespeeld van 13 juni tot 6 december.
Het was het meest controversiële kampioenschap uit de geschiedenis. In het eerste toernooi kreeg Fortaleza vijf strafpunten, waardoor het de titel misliep en Tiradentes toernooiwinnaar werd. Later werd deze beslissing ongedaan gemaakt waardoor Fortaleza de titel toch kreeg. In de finale speelde de club tegen Ceará, de andere toernooiwinnaar, maar intussen besliste de rechtbank dat er een finaleronde moest komen waar ook Tiradentes nog kans moest krijgen om de titel te pakken, aangevuld met de beste niet-winnaar uit de toernooien, Icasa. De competitie geraakte in een impasse en in maart 1993 werden de vier clubs samen tot kampioen uitgeroepen. 

## Eerste toernooi

### Eerste fase

#### Groep A
| Plaats | Club              | Wed. | W | G | V | Saldo | Ptn. |
| ------ | ----------------- | ---- | - | - | - | ----- | ---- |
| 1.     | Fortaleza         | 5    | 3 | 1 | 1 | 4:2   | 7    |
| 2.     | Icasa             | 5    | 2 | 3 | 0 | 5:2   | 7    |
| 3.     | Guarany de Sobral | 5    | 1 | 1 | 3 | 3:4   | 3    |
| 4.     | América           | 5    | 1 | 1 | 3 | 3:10  | 3    |
| 5.     | Ferroviário       | 5    | 1 | 1 | 3 | 3:10  | 3    |

|  | Geplaatst voor tweede fase |

#### Groep B
| Plaats | Club                | Wed. | W | G | V | Saldo | Ptn. |
| ------ | ------------------- | ---- | - | - | - | ----- | ---- |
| 1.     | Guarani de Juazeiro | 5    | 3 | 2 | 0 | 7:3   | 8    |
| 2.     | Tiradentes          | 5    | 3 | 2 | 0 | 5:1   | 8    |
| 3.     | Ceará               | 5    | 3 | 0 | 2 | 12:6  | 6    |
| 4.     | Quixadá             | 5    | 1 | 3 | 1 | 3:1   | 5    |
| 5.     | Calouros do Ar      | 5    | 0 | 0 | 5 | 1:7   | 0    |

|  | Geplaatst voor tweede fase |

### Tweede fase
| Plaats | Club                | Wed. | W | G | V | Saldo | Ptn. |
| ------ | ------------------- | ---- | - | - | - | ----- | ---- |
| 1.     | Tiradentes          | 6    | 2 | 3 | 1 | 8:7   | 7    |
| 2.     | Icasa               | 6    | 1 | 3 | 2 | 3:6   | 5    |
| 3.     | Guarani de Juazeiro | 6    | 2 | 0 | 4 | 4:9   | 4    |
| 4.     | Fortaleza(1)        | 6    | 3 | 2 | 1 | 11:4  | 3    |

|  | Winnaar eerste toernooi |

1 =  Fortaleza kreeg 5 strafpunten 

## Tweede toernooi

### Eerste fase

#### Groep A
| Plaats | Club              | Wed. | W | G | V | Saldo | Ptn. |
| ------ | ----------------- | ---- | - | - | - | ----- | ---- |
| 1.     | Ceará             | 5    | 4 | 0 | 1 | 6:2   | 8    |
| 2.     | Ferroviário       | 5    | 3 | 2 | 0 | 7:2   | 8    |
| 3.     | Icasa             | 5    | 3 | 1 | 1 | 10:6  | 7    |
| 4.     | Guarany de Sobral | 5    | 3 | 0 | 2 | 6:5   | 6    |
| 5.     | América           | 5    | 0 | 0 | 5 | 3:16  | 0    |

|  | Geplaatst voor tweede fase |

#### Groep B
| Plaats | Club                | Wed. | W | G | V | Saldo | Ptn. |
| ------ | ------------------- | ---- | - | - | - | ----- | ---- |
| 1.     | Fortaleza           | 5    | 3 | 0 | 2 | 7:4   | 6    |
| 2.     | Quixadá             | 5    | 2 | 2 | 1 | 8:5   | 6    |
| 3.     | Calouros do Ar      | 5    | 2 | 0 | 3 | 6:11  | 4    |
| 4.     | Guarani de Juazeiro | 5    | 1 | 1 | 3 | 9:8   | 3    |
| 5.     | Tiradentes          | 5    | 1 | 0 | 4 | 1:4   | 2    |

|  | Geplaatst voor tweede fase |

### Tweede fase
| Plaats | Club        | Wed. | W | G | V | Saldo | Ptn. |
| ------ | ----------- | ---- | - | - | - | ----- | ---- |
| 1.     | Ceará       | 6    | 5 | 1 | 0 | 14:7  | 11   |
| 2.     | Fortaleza   | 6    | 2 | 3 | 1 | 12:10 | 7    |
| 3.     | Quixadá     | 6    | 1 | 1 | 4 | 6:10  | 3    |
| 4.     | Ferroviário | 6    | 1 | 1 | 4 | 6:11  | 3    |

|  | Winnaar tweede toernooi |

## Derde toernooi

### Eerste fase

#### Groep A
| Plaats | Club                | Wed. | W | G | V | Saldo | Ptn. |
| ------ | ------------------- | ---- | - | - | - | ----- | ---- |
| 1.     | Fortaleza           | 5    | 3 | 1 | 1 | 12:4  | 7    |
| 2.     | Guarani de Juazeiro | 5    | 3 | 1 | 1 | 14:7  | 7    |
| 3.     | Ferroviário         | 5    | 2 | 2 | 1 | 6:4   | 6    |
| 4.     | Calouros do Ar      | 5    | 2 | 0 | 3 | 5:9   | 4    |
| 5.     | Guarany de Sobral   | 5    | 1 | 2 | 2 | 6:6   | 4    |

|  | Geplaatst voor tweede fase |

#### Groep B
| Plaats | Club        | Wed. | W | G | V | Saldo | Ptn. |
| ------ | ----------- | ---- | - | - | - | ----- | ---- |
| 1.     | Ceará       | 5    | 3 | 2 | 0 | 9:2   | 8    |
| 2.     | Icasa       | 5    | 2 | 1 | 2 | 6:6   | 5    |
| 3.     | Tiradentes  | 5    | 1 | 1 | 3 | 7:10  | 3    |
| 4.     | América     | 5    | 0 | 1 | 4 | 2:17  | 1    |
| 5.     | Quixadá (1) | 5    | 2 | 1 | 2 | 6:8   | 0    |

|  | Geplaatst voor tweede fase |

1 =  Quixadá kreeg 5 strafpunten 

### Tweede fase
| Plaats | Club                | Wed. | W | G | V | Saldo | Ptn. |
| ------ | ------------------- | ---- | - | - | - | ----- | ---- |
| 1.     | Fortaleza           | 6    | 4 | 1 | 1 | 13:5  | 9    |
| 2.     | Ceará               | 6    | 4 | 0 | 2 | 11:5  | 8    |
| 3.     | Guarani de Juazeiro | 6    | 1 | 2 | 3 | 4:11  | 4    |
| 4.     | Icasa               | 6    | 0 | 3 | 3 | 3:10  | 3    |

|  | Winnaar derde toernooi |

## Finale
|                   |           |       |       |  |
| 6 december Finale | Fortaleza | 1 – 1 | Ceará |  |
| 6 december Finale |           |       |       |  |

### Kampioen
| Campeonato Cearense de 1992 |
| Ceará                       |
| --------------------------- |
| CEARÁ Kampioen (32° titel)  |

| Campeonato Cearense de 1992 |
| Ceará                       |
| --------------------------- |
| ICASA Kampioen (1° titel)   |

| Campeonato Cearense de 1992    |
| Ceará                          |
| ------------------------------ |
| FORTALEZA Kampioen (30° titel) |

| Campeonato Cearense de 1992    |
| Ceará                          |
| ------------------------------ |
| TIRADENTES Kampioen (1° titel) |